# Rurouni Kenshin
Rurouni Kenshin (るろうに剣心 (Rurōni Kenshin), ook bekend als Samurai X) is een mangaserie gemaakt door mangaka Nobuhiro Watsuki, die zich afspeelt gedurende de Meijiperiode in Japan. De manga was de basis voor een animeserie, een animefilm en 2 OVA-reeksen.
In Vlaanderen werd de serie uitgezonden in het Engels op VT4. Bij uitgeverij Glénat verschenen de eerste 12 delen van de manga in het Nederlands van 2009 tot en met 2013. De hele reeks is tevens op dvd met Nederlandse ondertiteling.

## Plot
Ruim 140 jaar geleden kwam een beweging op, die het einde zou markeren van een periode in de Japanse geschiedenis, die bekendstaat als het Tokugawa shogun-tijdperk. In Kyoto leefde in die dagen een beruchte huurmoordenaar, Hitokiri Battousai (Battousai de Slachter). Hij vocht aan de zijde van de imperialisten en richtte ware slachtpartijen aan onder iedereen die hun in de weg stond het nieuwe tijdperk in te luiden. Net als de oorlog ten einde loopt verdwijnt hij zonder enig spoor achter te laten. Zijn naam Battousai de Slachter is een legende geworden.
Sinds de dood van haar ouders leeft Kaoru alleen in de Kamiya Dojo, waar kenjutsu (zwaardvechttechnieken) wordt onderwezen. Tien jaar na de revolutie duikt de naam Hitokiri Battousai weer op en worden er weer moorden gepleegd onder zijn naam. Dit keer schreeuwt de moordenaar uit dat hij een meester is in de Kamiya Kashin Ryu ("het zwaard dat beschermt"), de vechtstijl van de Kamiya Dojo. Om de naam van haar familie te zuiveren gaat Kaoru de confrontatie met deze zogenaamde Hitokiri Battousai aan. Tijdens dit gevecht wordt ze gered door Kenshin, een geheimzinnige Rurouni (vergelijkbaar met een ronin, samoerai zonder meester, behalve dat Kenshin geen samoerai was, maar een huurmoordenaar).
Hiruma Gohei, de man die zich uitgeeft voor Hitokiri Battousai, is een ex-leerling van Kaoru's vader in de Kamiya Dojo. Omdat hij zwaarden zag als moordwapens, werd hij verbannen. Nu zint hij op wraak door de naam van Kamiya door het slijk te halen. Op een nacht wil hij het laatste levende lid van de Kamiya familie, namelijk Kaoru, vermoorden om zo zijn wraak compleet te maken. Op het moment dat hij zijn zwaard trekt duikt de geheimzinnige Rurouni Kenshin weer op. Hij maakt zichzelf bekend als de echte Hitokiri Battousai en verslaat Hiruma Gohei en zijn handlangers in een gevecht. Als dank biedt Kaoru hem onderdak aan in de Dojo. Kenshin aanvaardt de uitnodiging en blijft bij Kaoru. Nu gaat hij door het leven met zijn vrienden Kamiya Kaoru, Sagara Sanosuke en Miyoujin Yahiko. Samen strijden ze tegen eenieder die de vrede wil verstoren.
Kenshin, die wroeging heeft over zijn daden als Hitokiri, heeft uit eer voor zijn slachtoffers gezworen nooit meer iemand te doden. Sinds de revolutie draagt hij een Sakabato, "gedraaid zwaard".

## Personages

### Himura Kenshin (Battousai)
Kenshin is het hoofdpersonage van het verhaal.
Aanvankelijk was hij een huurmoordenaar voor de imperialisten, aanhangers van de Meji regering, en vocht hij tegen de Tokugawa shogunaat. Hij richtte ware slachtpartijen aan onder zijn vijanden en wordt gezien als de sterkste van de imperialisten. Met zijn zwaard opende hij de deur naar een nieuw tijdperk. Na de revolutie verdwijnt hij echter spoorloos. De naam Hitokiri Battousai wordt een legende. In werkelijkheid heeft Kenshin wroeging over zijn daden als Hitokiri en besluit om als rurouni (vergelijkbaar met een ronin, samoerai zonder meester, behalve dat Kenshin geen samoerai was, maar een huurmoordenaar) door het leven te gaan. Hij zweert tevens uit eer voor zijn slachtoffers nooit meer een mens te doden en draagt sindsdien een speciaal zwaard 'Sakabatou' (gedraaid zwaard). Bij dit zwaard zit het snijblad aan de naar binnen gekrulde kant van het lemmet, waardoor het nagenoeg onmogelijk is ermee te doden.
Na jarenlang rondgezworven te hebben, belandt Kenshin uiteindelijk in Tokio.
Persoonlijkheid
Sinds het einde van de revolutie wil Kenshin zijn zwaard en technieken enkel nog gebruiken om zwakkeren te beschermen. Omdat hij bekendstond als 'De sterkste der imperialisten' wordt Kenshin tegen zijn wil in geviseerd door oude vijanden die hem uitdagen om zo de titel van 'sterkste' te verkrijgen. Hierdoor vermijdt Kenshin te persoonlijke relaties met andere personen, omdat hij weet dat deze eveneens als doelwit zullen worden aangezien door zijn vijanden. Beetje bij beetje door de reeks heen begint hij te vertrouwen op zijn vrienden en staat hij hen toe samen met hem te vechten.
Gedurende de reeks ontwikkelt Kenshin sterke gevoelens voor Kaoru. Hij heeft het echter moeilijk om hieraan toe te geven omdat hij vindt dat hij dit soort geluk niet heeft verdiend, gezien de gruwelen die hij in het verleden heeft veroorzaakt.
Wanneer Kenshin niet in staat is om mensen waar hij om geeft te beschermen, wordt hij woedend en radeloos. Vanuit deze extreme emoties verandert hij weer in de hittokiri die hij ooit was. Als hij in deze toestand raakt komt ook de ware kracht van Kenshin boven en geeft hij nauwelijks nog iets om het leven van zijn tegenstander. Hij probeert dit echter zo veel mogelijk te vermijden vanuit zijn overtuiging nooit meer te doden.
Vechtstijl
Kenshin is in de reeks een meester in de Hiten Mitsurugi Ryu. Deze vechtstijl maakt gebruik van bovenmenselijke snelheid en reflexen. Dit stelt de gebruiker in staat om de bewegingen van zijn tegenstander(s) te analyseren en aanvallen te voorspellen. Ondanks dat de meeste van zijn technieken normaal gebruikt worden om te doden, omzeilt Kenshin dit door te vechten met zijn 'Sakabatou' waardoor hij enkel verwondt.
Hij specialiseerde zich ook in 'Battoujutsu' (lett: Trekken van het zwaard). Hij bergt eerst zijn zwaard in zijn schede om het dan met hoge snelheid eruit te trekken en zo zijn tegenstander neer te maaien. Hij perfectioneert deze techniek tot het uiterste, wat hem zijn bijnaam 'Battousai' oplevert.
Zijn sterkste techniek leert hij als hij traint voor de confrontatie met Shishio Makoto, de Amakakeru Ryu no Hirameki (Goddelijke drakenvlucht). Deze techniek is een combinatie van Battoujutsu en Hiten Mitsurugi Ryu. Het geheim van deze techniek ligt hem in het trekken van zijn zwaard met zijn linkervoet voor, in plaats van met zijn rechtervoet. Dit verhoogt de snelheid van het zwaard drastisch, maar is een stuk gevaarlijker voor hem zelf. Zelfs wanneer de eerste slag zijn doel mist, of wordt gepareerd, zorgt de kracht van de bliksemsnelle slag ervoor dat de lucht zich verplaatst en er een vacuüm wordt gecreëerd. De tegenstander wordt hier ingezogen waardoor deze zich niet meer kan verdedigen, terwijl dit gebeurt draait de gebruiker zich rond zijn as voor een tweede slag.
In de anime wordt de techniek door Kenshins leermeester beschreven als de aanval van een draak.